# Nueno
Nueno – gmina w Hiszpanii, w prowincji Huesca, w Aragonii, o powierzchni 147,24 km². W 2011 roku gmina liczyła 567 mieszkańców.